# Иммонен, Олли
О́лли Ю́хани И́ммонен (фин. Olli Juhani Immonen; род. 18 февраля 1986, Нивала, Финляндия) — финский политик, депутат Эдускунты от партии Истинные финны, председатель националистической и патриотической организации Suomen Sisu (с 2013).

## Биография
В 2005 году окончил среднюю школу, но не сдавал по окончании финский аналог ЕГЭ. В 2006 году призван в армию, но был комиссован из-за травмы. В 2008 году получил профессиональное образование в области техники безопасности.
В 2013 году избран председателем националистической организации Suomen Sisu.

## Идеолог «критиков иммиграции»
Неоднократно высказывался за ужесточение финской иммиграционной политики. В 2013 году предложил начать регистрацию населения по признаку этнической принадлежности. В начале лета 2015 года его фотография в окружении членов национал-социалистической организации Suomen Vastarintaliike («Финское сопротивление»), сделанная во время поминальной церемонии на могиле финского активиста Эужена Шаумана, была опубликована в Facebook.
В июле 2015 года его запись по-английски в Facebook: 

«Я мечтаю о сильной, храброй нации, которая в силах победить этот кошмар под названием мультикультурализм. Эта некрасивая иллюзия, в которой живут наши враги, скоро разорвётся на миллион маленьких кусочков. Мы переживаем тяжёлые времена. Это время навсегда оставит след на будущем нашей нации. Я верю в своих соратников. Мы будем бороться за свою Родину и финскую нацию до конца. Победа будет за нами».— (цитировано в переводе YLE)
 вызвала широкую критику в финском обществе и инициировала проведение в ряде городов (Хельсинки, Оулу и Тампере) демонстраций в поддержду мультикультурализма. Депутат от партии Зеленый союз Озан Янар в блоге Иммонена попросил уточнить политика, против кого именно он намерен «бороться» и какую «победу» он имеет в виду, на что Иммонен заявил, что опровергает ассоциации с насилием и под словом «сражение» он подразумевал борьбу на политической арене. Центральная криминальная полиция, не нашла в высказывании политика состава преступления, так как, «запись Иммонена не была направлена против какой-либо определенной группы людей».